# Scott Frank
A. Scott Frank (Orlando, 10 marzo 1960) è uno sceneggiatore e regista statunitense.

## Filmografia

### Sceneggiatore
- Plain Clothes - Un poliziotto in incognito (Plain Clothes), regia di Martha Coolidge (1987)
- L'altro delitto (Dead Again), regia di Kenneth Branagh (1991)
- Il mio piccolo genio (Little Man Tate), regia di Jodie Foster (1991)
- Malice - Il sospetto (Malice), regia di Harold Becker (1993)
- Get Shorty, regia di Barry Sonnenfeld (1995)
- Omicidio a New Orleans (Heaven's Prisoners), regia di Phil Joanou (1996)
- Out of Sight (Out of Sight), regia di Steven Soderbergh (1998)
- Minority Report, regia di Steven Spielberg (2002)
- Il volo della fenice (Flight of the Phoenix), regia di John Moore (2004)
- The Interpreter, regia di Sydney Pollack (2005)
- Sguardo nel vuoto (The Lookout), regia di Scott Frank (2007)
- Io & Marley (Marley & Me), regia di David Frankel (2008)
- Wolverine - L'immortale (The Wolverine), regia di James Mangold (2013)
- La preda perfetta - A Walk Among The Tombstones (A Walk Among The Tombstones) (2014)
- Logan: The Wolverine (Logan), regia di James Mangold (2017)
- Dept. Q - Sezione casi irrisolti (Dept. Q) – serie TV, 9 episodi (2025)

### Regista
- Sguardo nel vuoto (The Lookout) (2007)
- Shameless – serie TV, episodio 1x08 (2011)
- La preda perfetta - A Walk Among the Tombstones (A Walk Among The Tombstones) (2014)
- Godless – miniserie TV (2017)
- La regina degli scacchi (The Queen's Gambit), miniserie TV (2020)
- Monsieur Spade – miniserie TV (2024)
- Dept. Q - Sezione casi irrisolti (Dept. Q) – serie TV, 6 episodi (2025)

## Riconoscimenti
- Emmy Awards
  - 2021 – Miglior regia in una miniserie o film[1]